# Holiday for Sinners
Pour plus de détails, voir Fiche technique et Distribution.
Holiday for Sinners est un film américain réalisé par Gerald Mayer, sorti en 1952.

## Fiche technique
- Titre : Holiday for Sinners
- Réalisation : Gerald Mayer
- Scénario : A.I. Bezzerides d'après le roman de Hamilton Basso
- Direction artistique : Cedric Gibbons et Arthur Lonergan
- Photographie : Paul Vogel
- Montage : Fredrick Y. Smith
- Société de production : Metro-Goldwyn-Mayer
- Pays d'origine : États-Unis
- Format : Noir et blanc - 1,37:1
- Genre : drame
- Durée : 72 minutes
- Date de sortie : 1952

## Distribution
- Gig Young : Jason Kent
- Keenan Wynn : Joe Piavi
- Janice Rule : Susan Corvier
- William Campbell : Danny Farber
- Richard Anderson : Père Victor Carducci
- Mikhaïl Tchekhov : Dr Konndorff
- Sandro Giglio : Nick Muto
- Edith Barrett : Mme Corvier
- Porter Hall : Louie
- Ralph Dumke : Mike Hennighan
- Frank DeKova : l'homme nerveux
- Will Wright : l'homme au cigare
- Jack Raine (en) : Dr Surtees